# Podzámecký mlýn v Brandýse nad Labem
Podzámecký mlýn v Brandýse nad Labem je vodní mlýn v ulici Na Celné. Stojí u kamenného mostu poblíž zdymadla na řece Labe na jejím 865,2 kilometru. Od roku 1993 je chráněn jako nemovitá kulturní památka České republiky; předmětem památkové ochrany je mlýn a vymezený pozemek. Je stále v provozu.

## Historie
Vodní mlýn s renesančním jádrem je doložen k roku 1603. Stojí na místě staršího mlýna a s 10 koly byl největším mlýnem v Čechách. Při přestavbě roku 1848 byla u mlýna zřízena brusírna polodrahokamů. Při poslední nákladné přestavbě v letech 1850–1860 byla zbudována nová část mlýna blíže u řeky, která navazovala na budovu bývalé celnice. V té době mlel mlýn 20 vagonů obilí týdně. Po povodni roku 1933 bylo jeho technologické zařízení modernizováno a přestavěno na výkon 600 q obilí za den; poškozené základy byly posazeny na betonový blok. K roku 1946 měl mlýn 46 zaměstnanců.
1. srpna 1948 byl znárodněn a přičleněn k firmě Odkolek Praha. V 70. letech 20. století vyhořela část mlýna stojící blíže řeky. Odtokový kanál mlýna byl roku 1980 přebudován na umělou slalomovou dráhu pro kajaky.

## Popis
Současná podoba mlýna pochází z let 1850–1860, kdy byl zcela přestavěn. Stavba je bazilikálně uspořádána. Dvoupatrový střední trakt má v konstrukcích pozdně renesanční prvky a vrcholí nízkým štítem s obloučkovým podřímsím. Krajní trakty mají pouze zvýšená přízemí a vrcholí atikou.
Budovy mají mansardovou střechu, která je prolomena mírně předsazenými pultovými vikýři, po třech na každé straně. Fasády s historizujícími s prvky neorománského a neogotického slohu jsou členěny lizénami. Sdružená okna s nadokenními římsami jsou segmentově zaklenuta.
V roce 1930 byla ve mlýně jedna Francisova turbína (dochována) a jedna Johnvalova turbína; turbíny mají spád 1,7 a 1,8 metru a výkon 91,71 a 32,20 HP. Vodní kola na spodní vodu se nedochovala; k roku 1603 jich zde bylo 10 moučných, ke kterým později přibylo dalších šest spolu se stroji stoupy.